# Michel Dulud
Michel Dulud, né le 11 janvier 1902 à Paris (2e) et mort le 4 mars 1997 à Avallon, est un auteur dramatique, scénariste et réalisateur français.
Il passe son brevet de pilote militaire en 1936, et donne des conférences sur les débuts de l'aéronautique, avant de devenir auteur dramatique, joué à Paris (Théâtre Fontaine) et à New York. Il s'essaye aussi au cinéma en tant que scénariste et réalise deux films.

## Théâtre
- 1937 : La Nuit du 7 (créé au Théâtre Français de New-York en février, puis au théâtre des Capucines de Paris en mai)
- 1939 : Le Revenant (au théâtre des Capucines en février)
- 1942 : On demande (au théâtre du Gymnase en juin)
- 1944 : Monseigneur (au théâtre Daunou en avril)
- 1947 : Tous les deux (au théâtre Antoine en mars)
- 1949 : Deux coqs vivaient en paix (d’après un conte de La Fontaine, créé au théâtre Monceau en décembre)
- 1952 : Back Street (d’après Fannie Hurst, créé à Bruxelles, puis joué au théâtre Fontaine à Paris en avril)
- 1956 : Les Inconsolables (au théâtre du Vieux-Colombier en avril, avec un acte de Michel Dulud, En lisant Maupassant)

## Filmographie
- 1941 : Il était un foie  (scénario & réalisateur) - court métrage -
- 1946 : La Troisième Dalle (scénario & réalisateur)
- 1949 : Tous les deux (adaptation & dialogues)
- 1950 : Banco de prince (scénario & réalisateur)
- 1951 : Jamais deux sans trois (scenario & dialogues)
- 1952 : Allô... je t'aime
- 1953 : Le Petit Jacques (dialogues)
- 1954 : Ma petite folie
- 1955 : Villa sans souci (scénariste)
- 1959 : Soupe au lait  (scénariste)